# Subdiviziunile Danemarcei
Danemarca este împărțită în cinci regiuni (daneză regioner, singular: region) și 98 de comune (daneză kommuner, singular: kommune). Regiunile au fost create la 1 iunie, 2007 ca parte a Reformei Municipale Daneze, pentru a înlocui organizarea tradițională a țării în 13 amt-uri. 
În același timp, comunele mai mici au fost înglobate în altele mai mari, numărul lor scăzând de la 270 la 98. Majoritatea noilor comune au peste 20.000 de locuitori, deși există câteva excepții de la această regulă.
Groenlanda și Insulele Feroe sunt și ele parte/regiune din Danemarca, dar au un statut autonom, beneficiind de guvernare proprie. Ambele sunt reprezentate prin 2 locuri în parlamant.

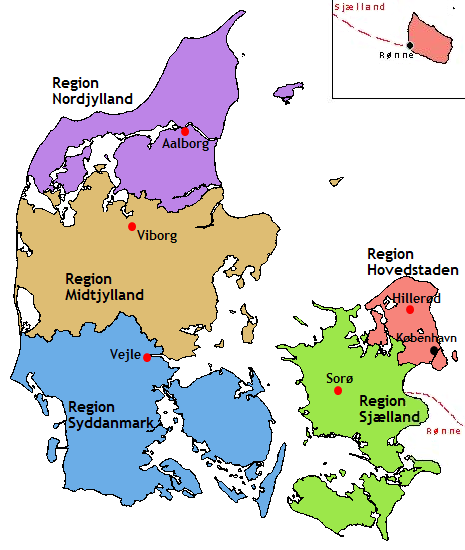
Regiunile Danemarcei (din 2007)

## Regiunile Danemarcei
Unicul rol dupa care s-au format regiunile este sistemul național de sănătate care să fie accesibil tuturor cetățenilor. Din punct de vedere administrativ, fiecare regiune are un Consiliu format din 41 de membri care au înlocuit toți membrii vechilor consilii județene (fostelor amt-uri) până în 1 iunie 2007). Regiunile au o putere limitată, deoarece s-a dorit desființarea nivelelor administrative superioare dintre guvern și comune. Astfel acestea sunt responsabile doar de colectarea taxelor, finanțarea de la guvern pentru serviciile medicale, și, parțial, de la comunele componente.
| Regiunea             | Capitala | Populația | Suprafața (km²) | Densitate (loc./km²) | Amt-uri componente                                                                                  |
| -------------------- | -------- | --------- | --------------- | -------------------- | --------------------------------------------------------------------------------------------------- |
| Regiunea Hovedstaden | Hillroed | 1.633.565 | 2.561           | 637,9                | Københavns Amt, Frederiksborg Amt plus municipalitățile Copenhaga, Frederiksberg și Insula Bornholm |
| Regiunea Midtjylland | Viborg   | 1.219.741 | 13.053          | 93,4                 | Ringkjøbing Amt, aproape toată Århus Amt și Nordul Vejle Amt                                        |
| Regiunea Nordjylland | Aalborg  | 576.802   | 8.020           | 71,9                 | Nordjutland de Nord, nordul Viborg Amt și o parte din Århus Amt                                     |
| Regiunea Sjælland    | Soere    | 811.511   | 7.273           | 111,6                | Roskilde Amt, Storstrøm Amt și Jutlandul de Vest                                                    |
| Regiunea Syddanmark  | Vejle    | 1.185.840 | 12.191          | 97,3                 | Fyns Amt, Ribe Amt, Sønderjyllands Amt și Vejle Amt                                                 |

### Comitatele Danemarcei (1970-2006)
Anterior actualelor regiuni, Danemarca era divizată în 13 comitate (amter; singular amt) și 270 de comune (kommuner; singular kommune). 
Din cele 13 comitate, trei dețineau privilegii speciale: amt-ul Copenhaga conținea toate localitățile metropolitane ale capitalei daneze, fără municipilatățile Copenhaga și Frederiksberg. Insula Bornholm era organizată în cinci comune care formau împreaună un amt. Din 1 ianuarie 2003 acestea au fost reorganizate sub forma unei comune regionale.
Până în 1948 Insulele Feroe erau și ele organizate sub forma unui amt. Din 1948 au obținut un grad mai mare de auto-guvernare, actualmente ele nefăcând parte din regiunile Danemarcei.

## Comunele Danemarcei
| Evoluția populției și numărului comunelor | Evoluția populției și numărului comunelor | Evoluția populției și numărului comunelor | Evoluția populției și numărului comunelor |
| Locuitori                                 | Număr de comune                           | Număr de comune                           | Număr de comune                           |
| Locuitori                                 | Înainte de 1 aprilie 1970                 | După 1 aprilie 1974                       | După 1 ianuarie 2007                      |
| ----------------------------------------- | ----------------------------------------- | ----------------------------------------- | ----------------------------------------- |
| > 150 000                                 | 1                                         | 4                                         | 4                                         |
| 100 000–150 000                           | 3                                         | 1                                         | 2                                         |
| 40 000–100 000                            | 10                                        | 18                                        | 50                                        |
| 20 000–40 000                             | 22                                        | 25                                        | 35                                        |
| 15 000–20 000                             | 13                                        | 24                                        | 0                                         |
| 10 000–15 000                             | 22                                        | 41                                        | 3                                         |
| 3 000–10 000                              | 206                                       | 160                                       | 3                                         |
| < 3 000                                   | 821                                       | 2                                         | 1                                         |
| Total                                     | 1 098                                     | 275                                       | 98                                        |

Cele 98 de comune daneze (2007)

După nivelul regional, Danemarca este divizată în 98 de comune. Cele mai slab populate comune sunt comuna Vallensbæk, comuna Dragør și comuna Langeland, cu mai puțin de 15.000 de locuitori, și comuna Læsø, comuna Fanø, comuna Samsø și comuna Ærø având sub 10.000 de locuitori.
Singurele regiuni daneze care nu se subdivisează în comune sunt Christiansø și Frederiksø. Insulele sunt subordonate ministerului apărării din Danemarca, care este reprezentat de un administrator în Christiansø.